# Galina Borissowna Woltschek

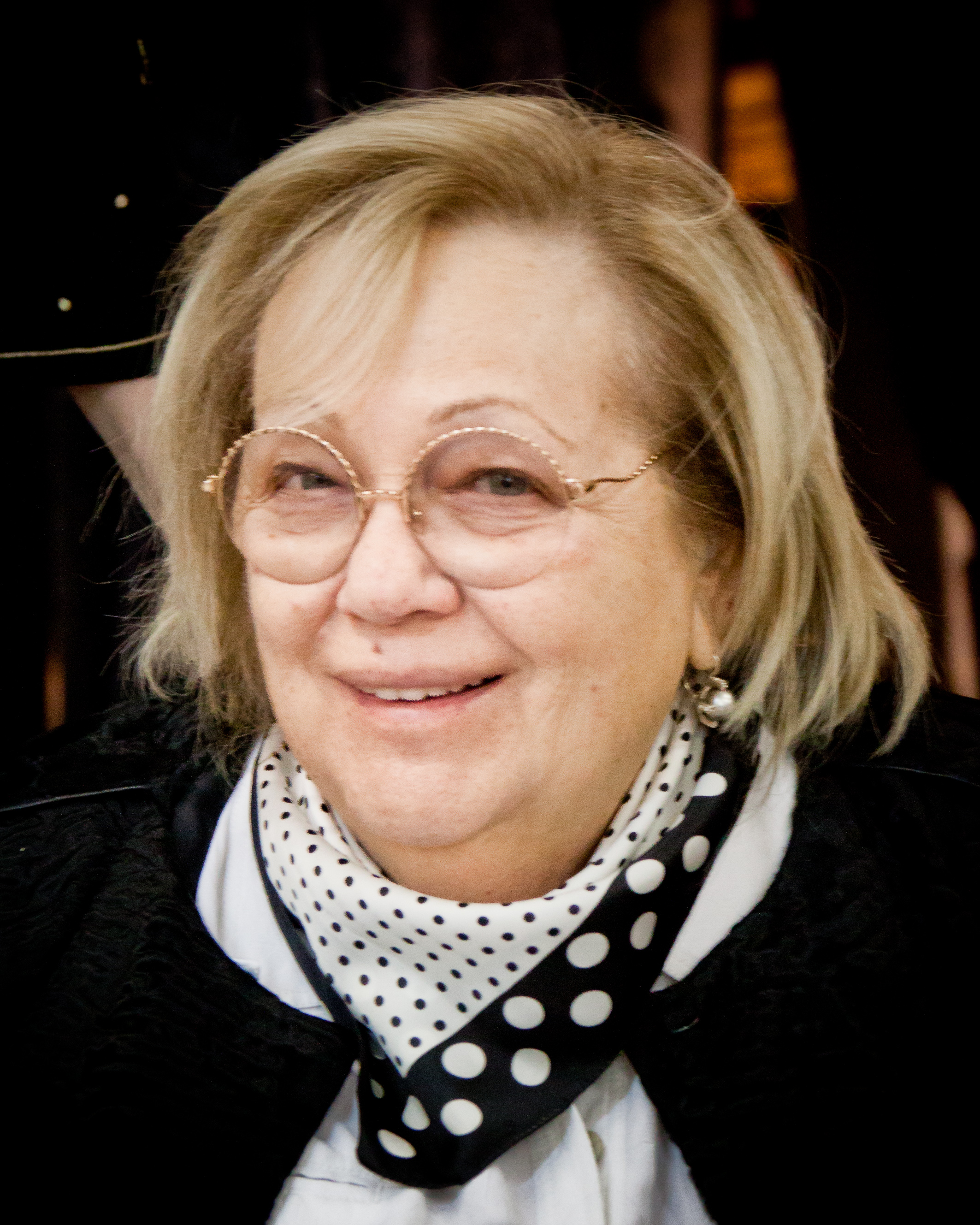
Galina Woltschek 2013

Galina Borissowna Woltschek (russisch Галина Борисовна Волчек, wiss. Transliteration Galina Borisovna Volček; * 19. Dezember 1933 in Moskau; † 26. Dezember 2019 ebenda) war eine russische Theater- und Filmschauspielerin und Theaterregisseurin. Von 1972 an bis zu ihrem Tod war sie künstlerische Leiterin des Sowremennik-Theaters in Moskau.

## Leben
Galina Woltschek wurde als Tochter des Kameramanns und Filmregisseurs Boris Israilewitsch Woltschek geboren. Nach dem Studium an der Theaterschule beim MChAT war sie 1956 eine der Mitbegründerinnen des Sowremennik-Theaters, dessen künstlerischer Leiter der junge Regisseur Oleg Jefremow wurde. Bereits im ersten Stück, das am neuen Theater aufgeführt wurde – Wiktor Rosows „Die ewig Lebenden“ – wurde Woltschek in einer kleinen Rolle besetzt. Auch ihr Regiedebüt – William Gibsons Drama „Spiel zu zweit“ – war sehr erfolgreich und hielt sich über 30 Jahre im Repertoire des Theaters. Nachdem Jefremow 1970 das Sowremennik verlassen und ans MChAt gewechselt hatte, geriet das Theater in eine Krise. 1972 übernahm Woltschek schließlich die Theaterleitung und führte es in den Jahren danach zu neuer Blüte.
Woltschek war auch als Filmschauspielerin bekannt. So war sie in einer Episode im Film Vorsicht, Autodieb! (Regie: Eldar Rjasanow), in der Rolle der Warwara im Giorgi Danelias Streifen Marathon im Herbst und in etlichen weiteren Filmen zu sehen. Ab den 1980er Jahren konzentrierte sie sich jedoch auf das Theater. In der 2. Legislaturperiode war sie von 1995 bis 1999 Abgeordnete der Staatsduma.
Galina Woltschek war zweimal verheiratet – in erster Ehe mit dem Schauspieler Jewgeni Jewstignejew. Aus dieser Ehe ging der gemeinsame Sohn Denis hervor.

## Auszeichnungen (Auswahl)
- 1967: Staatspreis der UdSSR
- 1969: Verdiente Künstlerin der RSFSR
- 1976: Orden des Roten Banners der Arbeit
- 1979: Volkskünstlerin der RSFSR
- 1989: Volkskünstlerin der UdSSR
- 1993: Orden der Völkerfreundschaft[1]
- 1996: Verdienstorden für das Vaterland 3. Klasse[2]
- 2003: Verdienstorden für das Vaterland 2. Klasse[3]
- 2008: Verdienstorden für das Vaterland 1. Klasse[4]
- 2013: Verdienstorden für das Vaterland 4. Klasse[5]
- 2017: Held der Arbeit der Russischen Föderation[6]